# Liskovac (Gradiška)
Liskovac (szerbül: Лисковац), falu Gradiška községben, Bosznia-Hercegovinában, Bosanska krajina területén, a Szerb Köztársaságban. 

## Fekvése
Bosznia-Hercegovina északi részén, Banja Lukától légvonalban 37, közúton 43 km-re északra, községközpontjától légvonalban és közúton 3 km-re délre, 92-94 méteres magasságban, a Borna folyótól keletre elterülő síkságon fekszik.

## Népessége
| Nemzetiségi csoport | Népesség 1991 | Népesség 2013 |
| ------------------- | ------------- | ------------- |
| Szerb               | 312           | 674           |
| Bosnyák             | 1069          | 447           |
| Horvát              | 17            | 7             |
| Jugoszláv           | 44            | 0             |
| Egyéb               | 25            | 19            |
| Összesen            | 1467          | 1147          |

## Története
A település 1878-ig tartozott az Oszmán Birodalomhoz, ekkor a berlini kongresszus határozata alapján az Osztrák-Magyar Monarchia része lett. 1879-ben az első osztrák-magyar népszámlálás során a Berbir községhez tartozó településnek 47 háztartása és 267 muszlim lakosa volt. 1910-ben a Bosanska Gradiškai járáshoz és Dubrava Turska községhez tartozó településen 82 háztartást, 7 otodox, 171 muszlim és 49 római katolikus lakost találtak. A monarchia szétesésével 1918-ban előbb a Szerb-Horvát-Szlovén Királyság, majd 1929-től a Jugoszláv Királyság része. Jugoszlávia megszállása után a település a Független Horvát Állam (NDH) része lett. A falu 1945-től a szocialista Jugoszlávia része volt. A boszniai háború idején a Boszniai Szerb Köztársaság része volt. 1993. augusztus 1-jén és 2-án szerb fegyveresek öt liskovaci muszlim civilt mészaroltak le és többeket megsebesítettek, valamint megerőszakoltak. A daytoni békeszerződést követő területfelosztásnál Bosanska Gradiška község részeként a Szerb Köztársaság területéhez került.

## Nevezetességei
- A liskovaci mecset mellett található egy régi temető, melynek fülkéi több mint 130 évesek, ami arra utal, hogy az első mecset a 19. század második felében épült, mert akkoriban általában először mecsetet építettek, majd a mecset háremében temetőt is nyitottak. 1972-ben a régi mecset alapjaira új mecsetet építettek, amelyet 1973-ban avattak fel. Ennek a mecsetnek a mérete 14x11 m volt. A gyülekezetben a háztartások számának növekedésével felmerült a mecsettér bővítésének igénye, amit a gyülekezet 2002-ben meg is valósított, így a jelenlegi mecset méretei 15,5x14 m.[7]